# Wygoda (powiat gostyński)
Wygoda – wieś w Polsce położona w województwie wielkopolskim, w powiecie gostyńskim, w gminie Borek Wielkopolski.
W okresie Wielkiego Księstwa Poznańskiego (1815-1848) miejscowość wzmiankowana jako folwark Wygoda należała do wsi mniejszych w ówczesnym pruskim powiecie Kröben (krobskim) w rejencji poznańskiej. Folwark Wygoda należał do okręgu gostyńskiego tego powiatu i stanowił część majątku Zalesie, którego właścicielem był wówczas (1846) Karol Stablewski. Według spisu urzędowego z 1837 roku folwark liczył 61 mieszkańców, którzy zamieszkiwali 3 dymy (domostwa).
W latach 1975–1998 miejscowość należała administracyjnie do województwa leszczyńskiego.